# Indijski hram
Indijski hram je oblik hramske vjerske arhitekture koji se razvio na Indijskom potkontinentu. Iako ti hramovi pripadaju trima religijama (budizam, hinduizam i džainizam), njihov razvitak i mnoge odlike su zajedničke.

## Povijest
Pravi indijski hram datira iz razdoblja dinastije Gupta (370. – 550.). Prije toga se vjerska djelatnost stoljećima odvijala u svetištima izdubljenim u živoj stijeni, posebno u zapadnim dijelovima srednje Indije. Najstariji sačuvani spomenici, špiljski hramovi i stupovi u Asoki, odaju perzijsko podrijetlo. Stupove, koji su perzijski po tehnici, stilu i osjećaju, vjerojatno su u stvari i podigli Perzijanci. Špiljski hramovi bili su imitacija ahemenidskih grobnica koje su se gradile u Perziji u 6. i 5. stoljeću prije Krista. Među najglasovitije primjere špiljskih hramova ubrajaju se budističke špilje u Ajanti koje su u potpunosti bile uklesane u živu stijenu.
Obožavanje kipova, koje nije bilo dio originalnog brahmanskog bogoštovlja, je vjerojatno preuzeto od Grka koji su bili u sjeverozapadnoj Indiji oko tri stotine godina nakon Aleksandra Velikog. Najstarije ruševine hinduskog hrama nalaze se u Afganistanu i vjerojatno potječu iz 2. stoljeća. On ima ne samo tlocrt peristila, nego čak i natpise od grčkih slova.
Budistički hram, poput Mahabodhi hrama u Bodh Gayi (5. – 6. stoljeće), je ustanovio klasični oblik indijskog hrama s tornjem u obliku visoke piramide i visokom kamenom ogradom odmah uz hram, oboje potpuno prekriveni prizorima u visokom reljefu.
U razdoblju dinastije Gupta oblik se mnogih hramova priklonio standardiziranom tlocrtu koji će ostati obrascem za kasnije hramove. Srce zgrade je činila kockasta cella (svetište) u kojoj se postavljao božanski kip. Lagano uzdignut na niskom uzvišenju, kip je bio smješten u četvrtastoj prostoriji pred kojom se nalazila neka vrsta predvorja. Svetište je okruživao prolaz namijenjen za obrednu ophodnju oko svetoga kipa. Arhitravi i dovratnici na ulaznom portalu često su se bogato ukrašavali biljnim motivima te muškim i ženskim likovima hramskih zaštitnika, a zidove su krasili i kipovi raznih hinduističkih božanstava.
Najstariji hinduistički hramovi na jugoistoku Indije, oni građeni za vrijeme Pallava vladara, su zapravo prijelaz iz špiljskog hrama u strukturnu građevinu sa snažnim odlikama budističkih samostana i chaitya (dvorana u kojoj je stupa) s nekoliko ćelija okupljenih oko dvorišta. Tako hramovi u Mahabalipuramu i Hram sunca u Konarku imaju dvorane-paviljone (mandapa) i svetišta (rathas) oblikovane kao ceremonijalne kočije. 
Khajuraho hramovi su izvrsni primjer srednjovjekovne indijske arhitekture, ali svojim prikazima i svjedočanstvo života ljudi u vrijeme Chandela vladara (oko 950. – 1150.). Hramovi su izgrađeni od pješčenjaka, bez veziva, a kamenje se povezivalo na utor i zator s velikom preciznošću. Njihovi stupovi i arhitravi su izgrađeni od megalita, do 20 tona teških. Svaki se sastoji od tri glavna elementa: ulaza (ardhamandapa), svečane dvorane (mandapa) i svetišta (garbha griha).
Svetišta kraljevstva Hoysala, izgrađeni tijekom vladavine dinastije Hoysala(950.-1346.) u današnjoj Karnataki u južnoj Indiji su značajni  zbog „svoje izvanredne arhitekture, hiperrealističnih skulptura i kamenih rezbarija”. Izvrsnost plastike podupire umjetničko postignuće ovih hramskih kompleksa, koji predstavljaju značajnu fazu u povijesnom razvoju hinduističke hramske arhitekture 12. i 13. st.: Chennakeshava hram u Beluru, (1117., kralj Vishnuvardhana), Hoysaleswara hram u Halebiduu (1160., kralj Vishnuvardhana) i Chennakeshava hram u Somanathapuri (1258., kralj Narasimha III.).

## Utjecaj
Širenje indijske arhitekture bilo je rezultat kolonijalizma, koji je prenio i aklimatizirao indijsku kulturu zasnovanu na hinduizmu i budizmu, u cijelu regiju jugoistočne Azije, koja obuhvaća Burmu, Tajland, i Indokinu na kopnu, te Šri Lanku, Sumatru, Javu, Bali i druge otoke u Indijskom arhipelagu. Dva najveća spomenika indijske kulture izvan Indije su Borobodur na Javi i Angkor Wat u Kambodži.

## Popis poznatijih indijskih hramova
| - Špiljski hramovi u Ajanti - Brahmeswara - Veliki hramovi dinastije Chola (Brihadisvara, Gangaikondacholisvaram i Airavatesvara) - Dharmaraja Ratha - Deogarh - Špilje Elephante - Špiljski hramovi Ellore - Kailasa - Khajuraho, kompleks od 25 hinduističkih i jainističkih hramova - Hram sunca u Konarku - Mahabalipuram - Mahabodhi, budistički hram na mjestu Budina prosvjećenja - Mamallapuram - Rajarajeshvara - Velika stupa u Sanchiju, najstariji budistički hram - Sri Ranganathaswamy, najveći kompleks višnuizma - Virupakshin hram u Hampiju (stari grad Vijayanagara) | - Indijski hramovi izvan Indije: - Stupa Ruanveli, Šri Lanka - Borobodur, Java - Prambanan, Java - Chandi Sari, Java - Anandin hram u Paganu, Burma - Angkor Wat, Kambodža - Bayon, Kambodža |

## Poveznice
- Indijska umjetnost
- Angkor

## Vanjske poveznice
- Popis hinduističkih hramova (engl.)
- Indijski hramovi
- Hramovi u Indiji - sinteza kultura
- Javanski hinduistički hramovi

1. ↑  "Tri hrama Hoysala u Karnataki upisana na UNESCO-ov popis svjetske baštine", Mysuru:Hindu (www.thehindu.com), 18. rujna 2023. (engl.) Pristupljeno 21. srpnja 2025.
2. ↑  Sveti kompleksi Hoysala na službenim stranicama UNESCO-a (engl.) Pristupljeno 21. srpnja 2025.